# Roter Gänsefuß
Der Rote Gänsefuß (Oxybasis rubra, Synonym: Chenopodium rubrum), auch Rot-Gänsefuß genannt, ist eine Pflanzenart in der Familie der Fuchsschwanzgewächse (Amaranthaceae). Sie ist in Mitteleuropa heimisch und auf der ganzen Nordhalbkugel verbreitet.

## Beschreibung

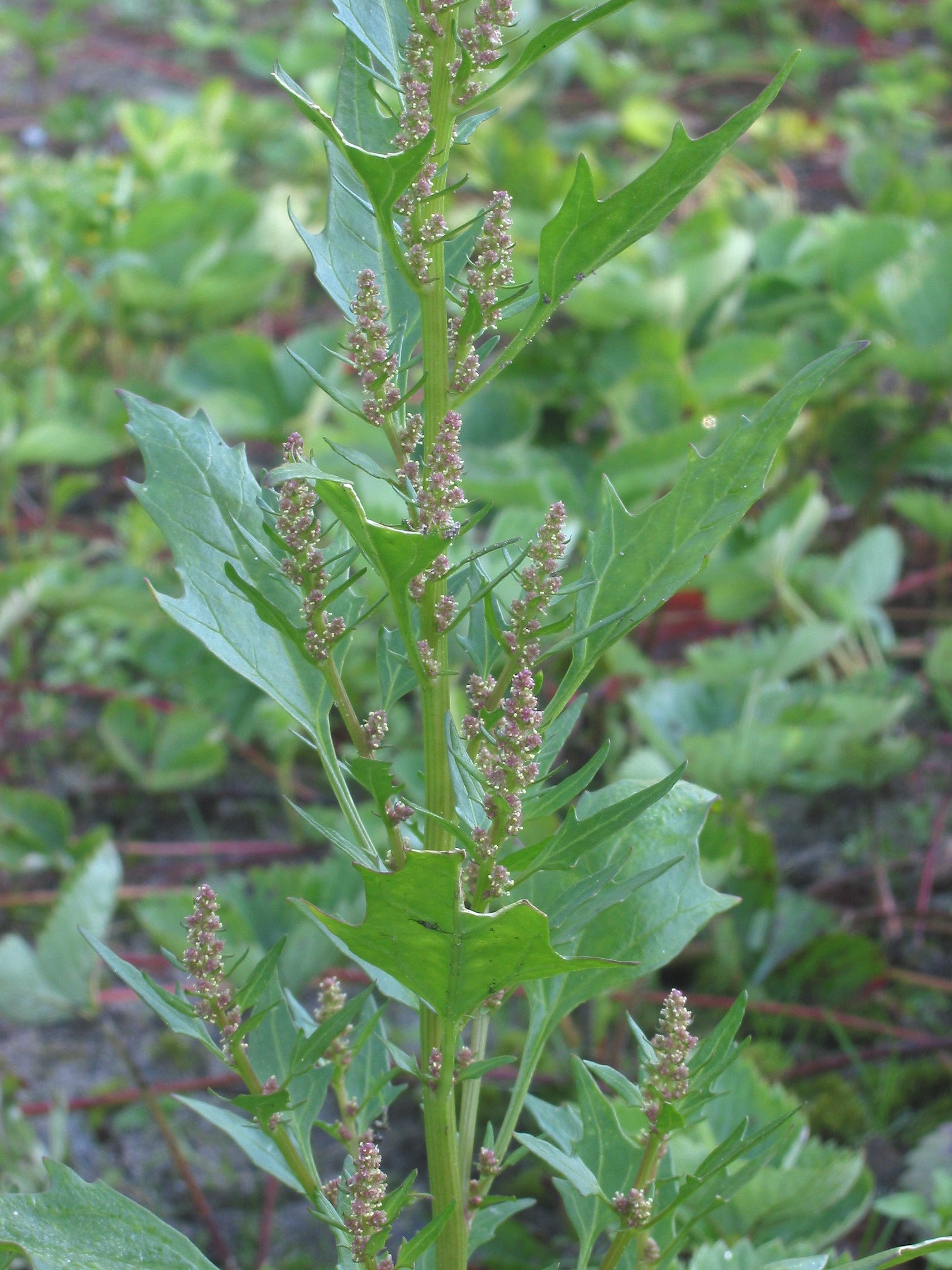
Ausschnitt eines Blütenstandes

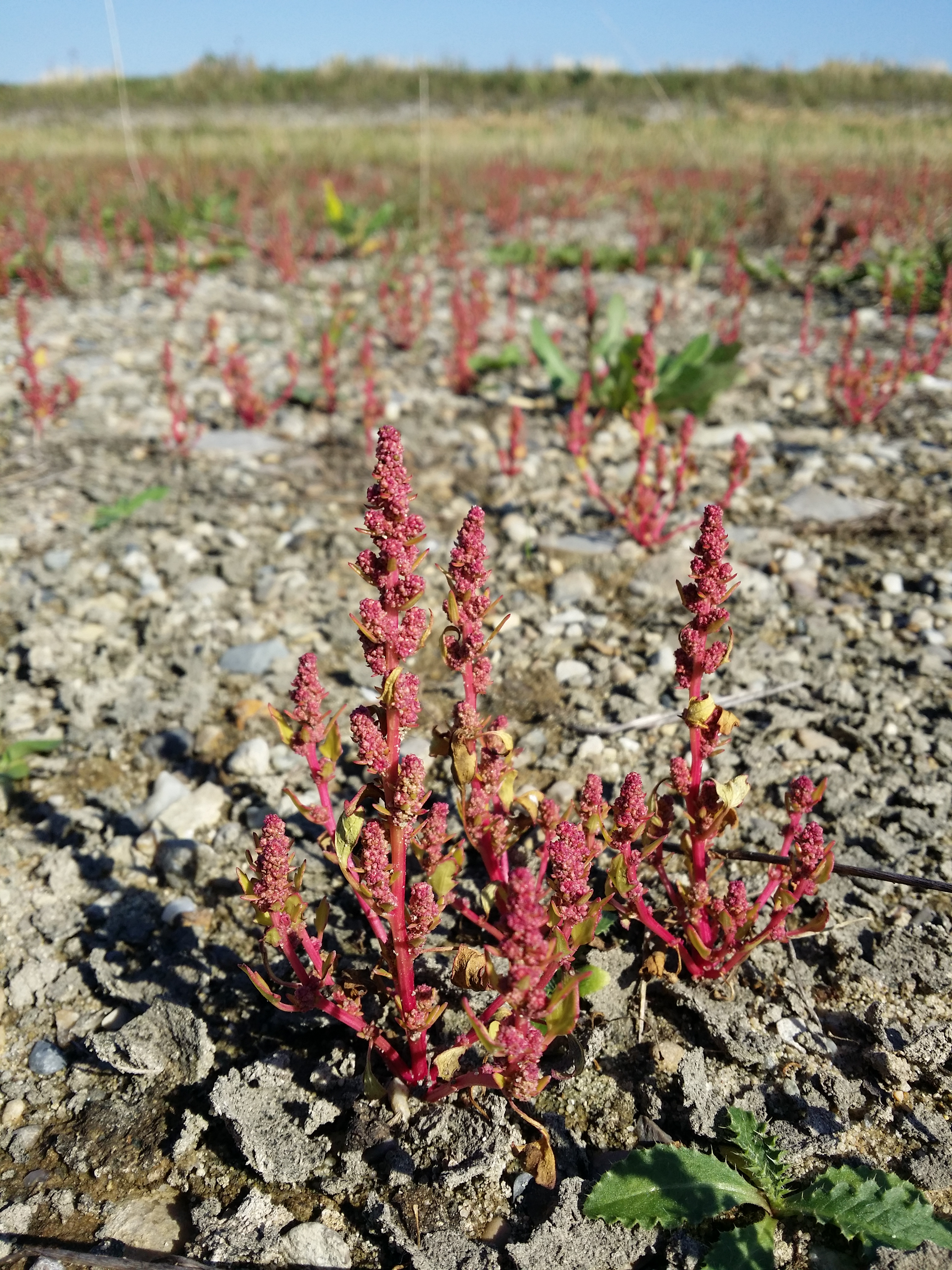
Fruchtende Pflanze

### Vegetative Merkmale
Der Rote Gänsefuß ist eine einjährige krautige Pflanze mit Wuchshöhen von meist 10 bis 80 (bis zu 150) cm. Der aufrechte oder niederliegend-aufsteigende, meist stark verzweigte Stängel ist hellgrün oder purpurrot überlaufen, undeutlich gestreift, gerippt und kahl.
Die wechselständigen Laubblätter sind in Blattspreite und Blattstiel gegliedert. Die grünen oder rötlichen Laubblätter sind etwas fleischig, nicht aromatisch, und beidseitig (fast) gleichfarbig. Der Blattstiel besitzt eine Länge von 0,5 bis 4,5 mm. Die Blattspreite ist dreieckig, eiförmig oder rhombisch-eiförmig mit einer Länge von 1 bis 9 cm und einer Breite von 1 bis 6 cm. Der Blattgrund verschmälert sich keilförmig in den Blattstiel. Der Blattrand ist unregelmäßig tief buchtig gezähnt, mit drei bis fünf Paaren von dreieckigen, leicht einwärts gebogenen Zähnen. Die obersten Blätter können manchmal fast ganzrandig sein.

### Blütenstand und Blüte
Die seitlichen, verzweigten scheinährigen Blütenstände enthalten fast kugelige, knäuelige Teilblütenstände mit einem Durchmesser von 2 bis 5 mm. Die Vorblätter sind linealisch mit einer Länge von 0,4 bis 2 cm.
Die Blüten sind zwittrig oder weiblich. Die grüne, zur Fruchtzeit oft rote Blütenhülle besteht bei den endständigen Blüten im Knäuel aus vier bis fünf Tepalen, bei den seitlichen Blüten aus drei meist nur im unteren Teil verwachsenen Tepalen. Die Tepalenzipfel sind verkehrt-eiförmig-lanzettlich bis elliptisch, bis 1 mm lang und bis 0,8 mm breit, meist kahl, auf dem Rücken gerundet (gelegentlich gekielt). Es sind zwei bis drei Staubblätter vorhanden. Auf dem Fruchtknoten befinden sich zwei sehr kurze Narben.

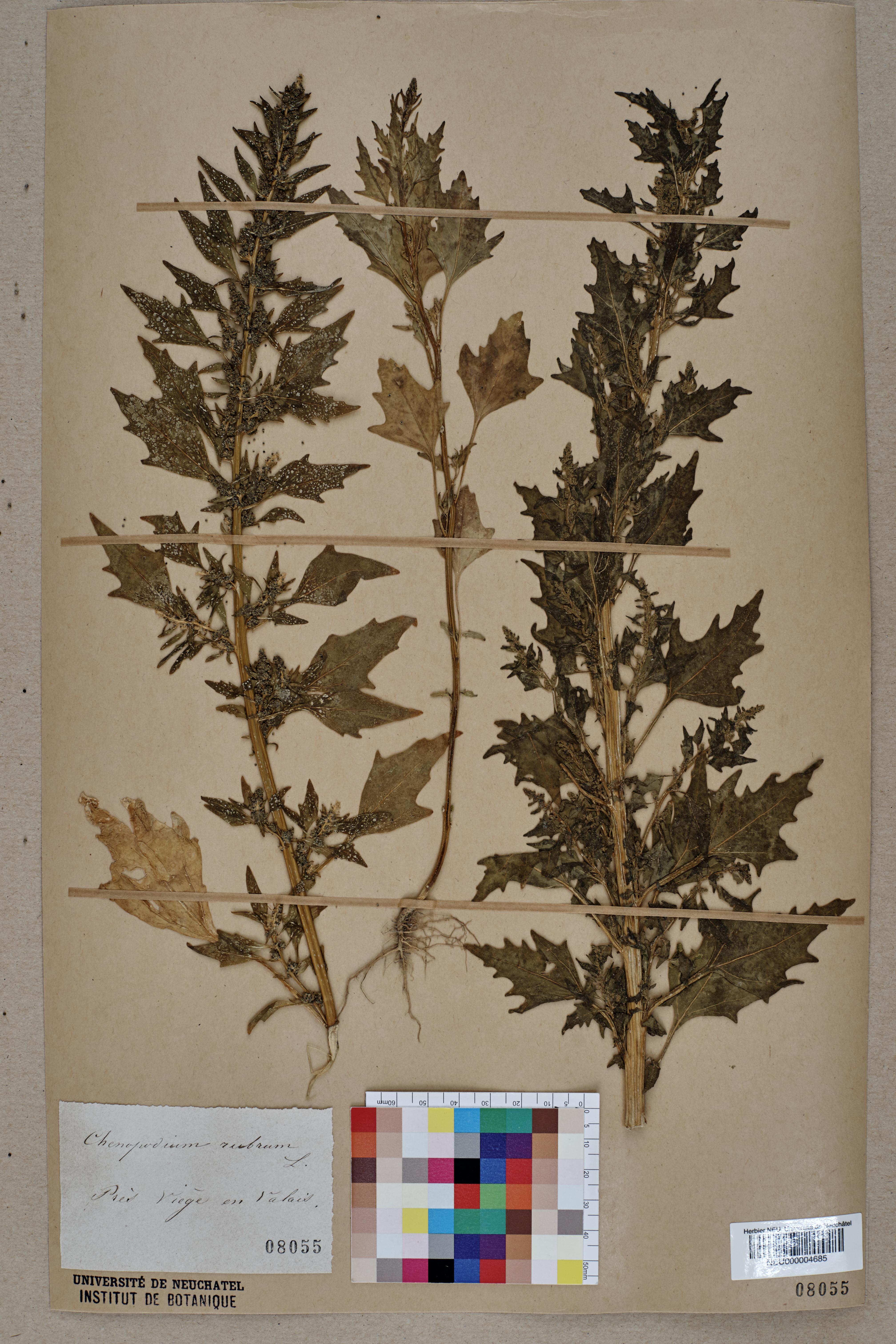
Roter Gänsefuß (Oxybasis rubra, Herbarexemplar)

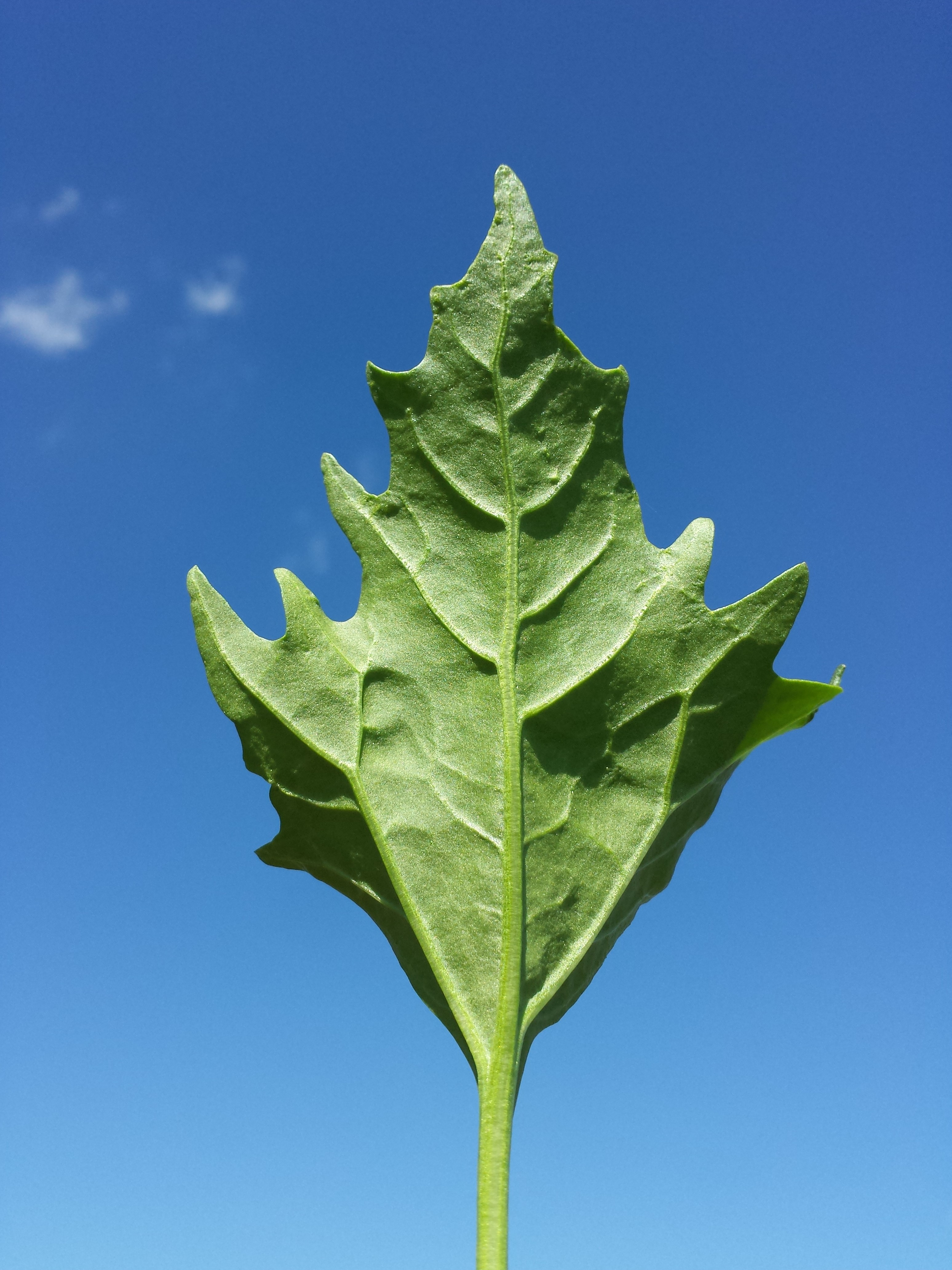
Laubblatt

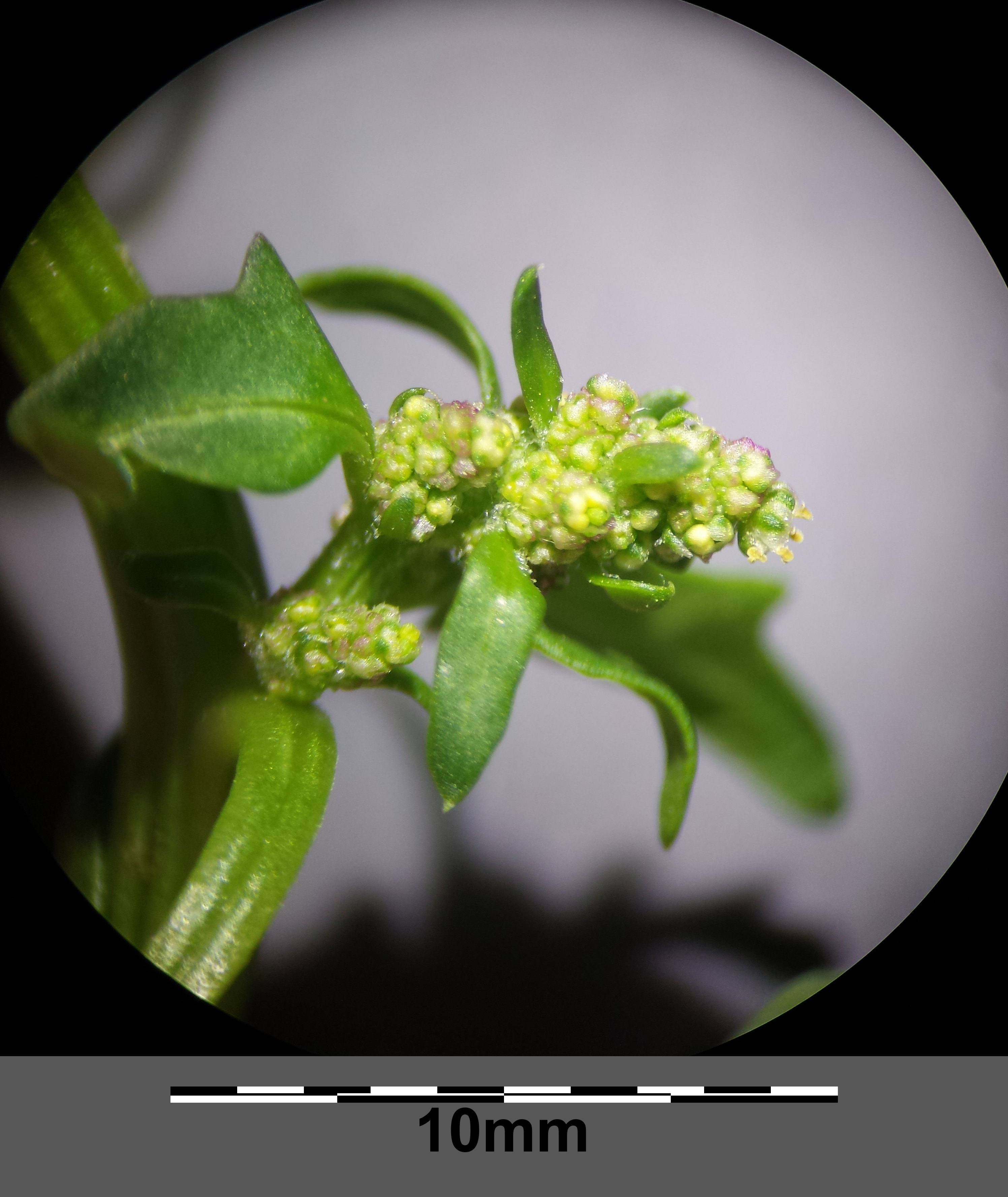
Blütenstand

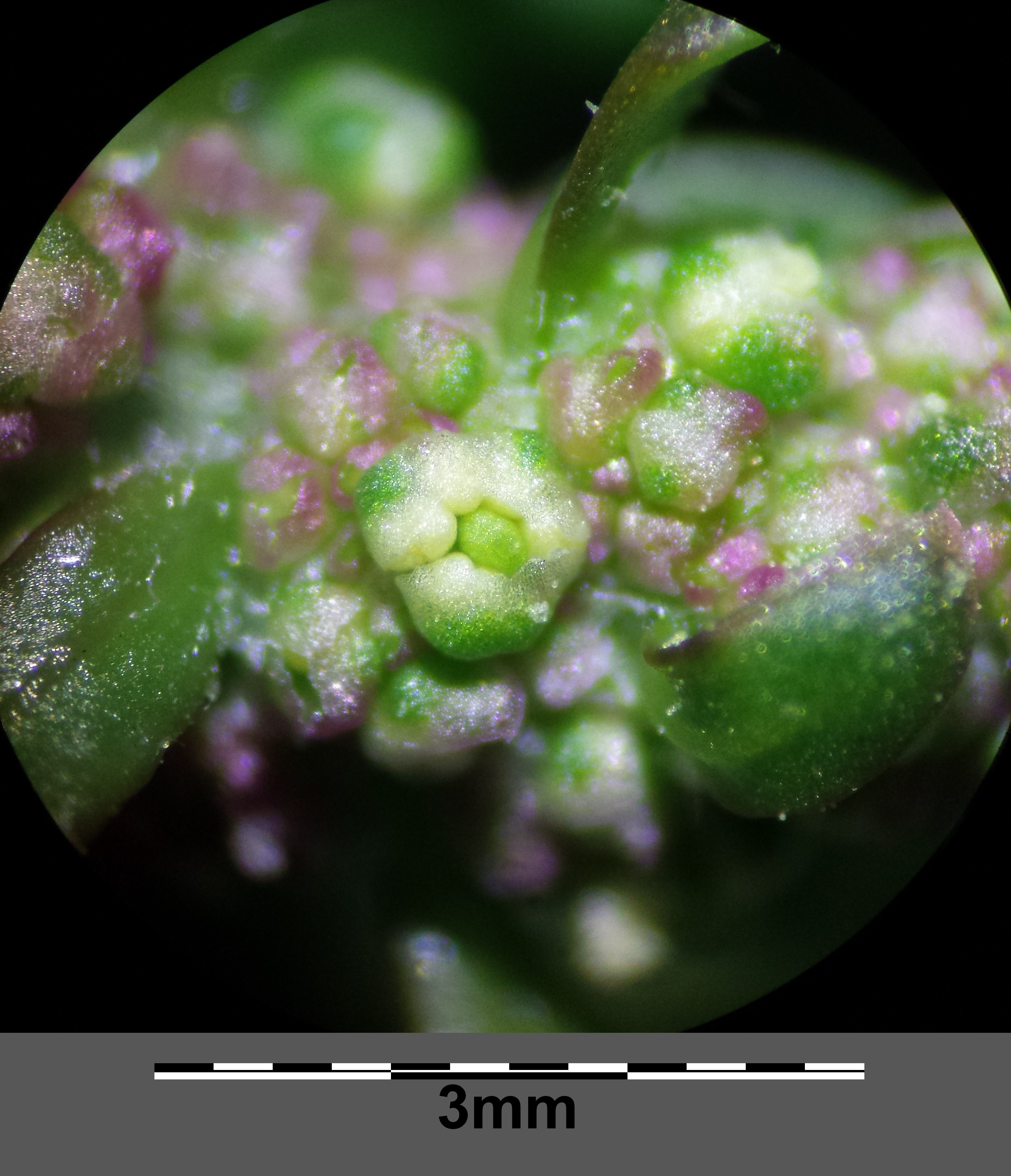
Blüten

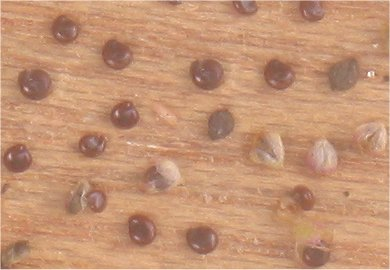
Früchte und Samen

### Frucht und Samen
Zur Fruchtzeit wird die Frucht von der grünen, oft rot werdenden Blütenhülle umschlossen. Die Frucht ist eiförmig, die häutige, weiße, netzig-punktierte Fruchtwand liegt dem Samen nicht an. Der vertikale, schräge oder horizontale Same misst 0,6 bis 1 (1,2) mm im Durchmesser, ist kugelförmig oder breit flach-eiförmig mit rundem Umriss und stumpfem Rand. Die rötlich-braune bis rot-schwarze Samenschale ist glatt oder mit sehr kleinen, verlängerten Gruben bedeckt.

### Chromosomenzahl
Die Chromosomenzahl beträgt 2n = 36, bei einer Untersuchung wurden auch 2n = 18 gefunden.

## Ökologie
Der Rote Gänsefuß ist eine Nahrungspflanze für die Schmetterlingsraupen des Melden-Blattspanners (Pelurga comitata).

### Blütenökologie
Die Blütezeit reicht von Juli bis September. Die Bestäubung erfolgt häufig durch den Wind oder durch Selbstbestäubung, seltener durch Insekten.

## Vorkommen und Gefährdung
Der Rote Gänsefuß ist auf der ganzen Nordhalbkugel (circumpolar) in Europa, den gemäßigten Regionen von Asien und in Nordamerika verbreitet. Als eingeführte Art kommt er auch in anderen Gebieten vor. In Europa kommt er in fast allen Ländern vor und fehlt nur in Portugal, Island, Bosnien-Herzegowina, Montenegro, Nordmazedonien und im europäischen Teil der Türkei. In Norwegen kommt er eingebürgert vor.
In Mitteleuropa besiedelt der Rote Gänsefuß stickstoffreiche Flussmeldenfluren, beispielsweise an Kiesufern, welche im System der Pflanzensoziologie nach ihm Chenopodietum rubri genannt werden. Er wächst auch in kurzlebigen Ruderalfluren (Sisymbrion) auf frischen bis feuchten Böden, zum Beispiel an Dorfstraßen, offenen Jaucherinnen, Dungstätten oder Schuttplätzen. Von der Ebene steigt er bis in mittlere Gebirgslagen. Gelegentlich kommt er auch in Salzpflanzenfluren oder in kalk- und nährstoffreichen Lehm- u. Tonäckern vor. Er steigt im Kanton Wallis bis 2000 Meter auf.
Der Rote Gänsefuß gilt als Zeigerpflanze für übermäßigen Stickstoffreichtum im Boden. Die ökologischen Zeigerwerte nach Landolt et al. 2010 sind in der Schweiz: Feuchtezahl F = 3+ (feucht), Lichtzahl L = 4 (hell), Reaktionszahl R = 4 (neutral bis basisch), Temperaturzahl T = 4 (kollin), Nährstoffzahl N = 5 (überdüngt), Kontinentalitätszahl K = 4 (subkontinental), Salztoleranz = 1 (tolerant).
Die in Deutschland einheimische Art ist bundesweit ungefährdet. Im Saarland und in Baden-Württemberg gilt sie aber als gefährdet (Rote Liste gefährdeter Arten 3). Auch in der Schweiz gilt der Rote Gänsefuß in einigen Regionen als gefährdet oder vom Aussterben bedroht.

## Systematik
Oxybasis rubra (L.) S. Fuentes, Uotila & Borsch zählt zur Tribus Atripliceae in der Unterfamilie Chenopodioideae innerhalb der Familie Amaranthaceae.
Die Erstveröffentlichung als Chenopodium rubrum erfolgte 1753 durch Carl von Linné in Species Plantarum. Durch molekulargenetische Untersuchungen stellte sich heraus, dass die Art nicht zu Chenopodium im engeren Sinne gehört. Daher wurde sie 2012 von Suzy Fuentes-Bazan, Pertti Uotila und Thomas Borsch in die Gattung Oxybasis gestellt.
Synonyme für Oxybasis rubra (L.) S. Fuentes, Uotila & Borsch, die auf demselben Typusexemplar beruhen, sind Blitum rubrum (L.) Rchb., Chenopodium rubrum L., Orthosporum rubrum (L.) T. Nees, Atriplex rubra (L.) Crantz, Blitum polymorphum var. rubrum (L.) Beck, Botrys rubra (L.) Lunell und Orthospermum rubrum (L.) Opiz.
Als weitere Synonyme gelten Blitum acuminatum Schur, Blitum maritimum Nutt., Blitum polymorphum C.A.Mey., Blitum polymorphum var. humile (Hook.) Moq., Blitum rubrum C.A.Mey., Blitum rubrum var. crassicaule Moq., Blitum rubrum var. humile (Hook.) Moq., Blitum rubrum var. hypoleucum Speg., Blitum rubrum var. macrospermum (Hook.f.) Speg., Botrys humilis (S.Watson) Lunell, Chenopodium acuminatum Schur (nom. illeg.), Chenopodium astracanium Ledeb., Chenopodium blitoides Lej., Chenopodium humile Hook., Chenopodium macrospermum Moq. (nom. illeg.), Chenopodium matthioli Bertol. ex Moq., Chenopodium patulum Mérat, Chenopodium pygmaeum Menyh., Orthospermum acuminatum Schur und Orthospermum crassifolium Schur.

## Nutzung
Die Blätter des Roten Gänsefußes können roh oder gekocht wie Spinat zubereitet werden. Rohe Blätter sollten wegen ihres Gehalts an Saponinen allerdings nur in kleinen Mengen verzehrt werden. Die Samen können gemahlen als Mehlzusatz dienen. Es wird empfohlen, sie über Nacht einzuweichen und danach gründlich abzuspülen, um die Saponine zu entfernen.
Die ganze Pflanze kann als Färbepflanze für gold-grüne Farbtöne verwendet werden.

## Trivialnamen
Für den Roten Gänsefuß bestehen bzw. bestanden auch die weiteren deutschsprachigen Trivialnamen: Blutkraut, Gänsefuß, Mehlnele (Luzern, Bern, Schwyz), Mistmölten (Schlesien), Neunspitzen, Saubalg (Schlesien), Sautod (Schlesien) und Schweintod (Schlesien).

## Belege
- Henning Haeupler, Thomas Muer: Bildatlas der Farn- und Blütenpflanzen Deutschlands. Hrsg.: Bundesamt für Naturschutz (= Die Farn- und Blütenpflanzen Deutschlands. Band 2). Eugen Ulmer, Stuttgart (Hohenheim) 2000, ISBN 3-8001-3364-4, S. 89. (Abschnitte Beschreibung, Vorkommen)
- Steven E. Clemants, Sergei L. Mosyakin: Chenopodium. In: Flora of North America Editorial Committee (Hrsg.): Flora of North America North of Mexico. Volume 4: Magnoliophyta: Caryophyllidae, part 1. Oxford University Press, New York / Oxford u. a. 2003, ISBN 0-19-517389-9, Chenopodium rubrum, S. 282 (englisch, online). (Abschnitte Beschreibung, Vorkommen)
- Gelin Zhu, Sergei L. Mosyakin, Steven E. Clemants: Chenopodium. In: Wu Zhengyi, Peter H. Raven, Deyuan Hong (Hrsg.): Flora of China. Volume 5: Ulmaceae through Basellaceae. Science Press / Missouri Botanical Garden Press, Beijing / St. Louis 2003, ISBN 1-930723-27-X, Chenopodium rubrum, S. 379 (englisch, online). (Abschnitte Beschreibung, Vorkommen)